# Anacleto Ferramenta
Anacleto Ferramenta da Silva (3 de setembro de 1891 – Rio de Janeiro, 10 de agosto de 1953) foi um futebolista brasileiro.

## Carreira
Primeiro jogador negro do Santos Futebol Clube e também o primeiro que fez um gol em um jogo  "não" oficial pelo Santos FC. Anacleto fez o primeiro gol da história do Santos no dia 23 de junho de 1912 contra um combinado de Santos, este jogo foi considerado a partida número ZERO da história do Santos FC, por que o campo da Vila Macuco na Rua Aguiar de Andrade não tinha dimensões oficiais.
Anacleto atuou no Santos de 1912 a 1916, fez 22 partidas e anotou 8 gols, em 1916 se mudou para o Rio de Janeiro.
A partir de 1917, atuou pelo Andarahy.

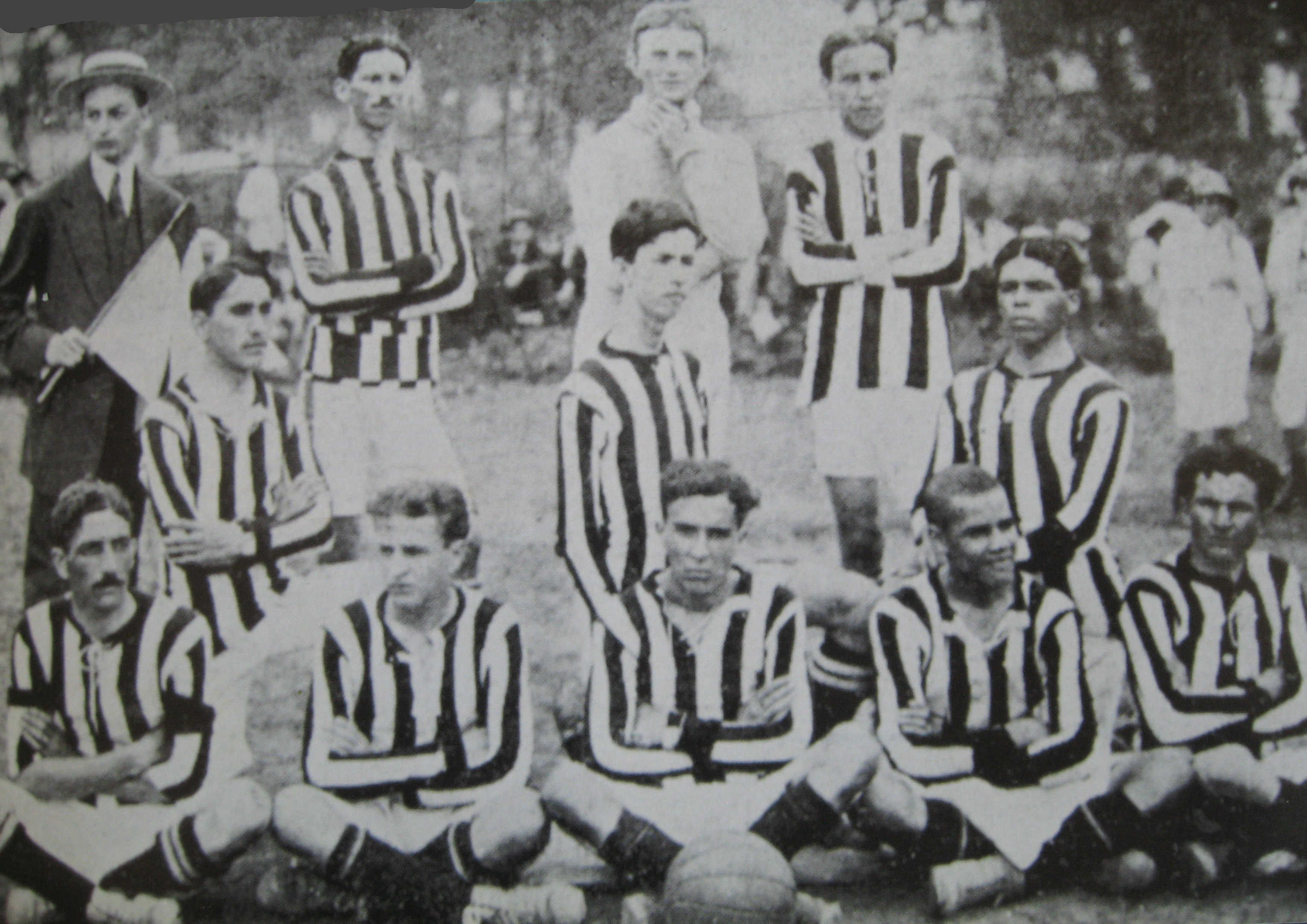
Equipe do Santos em 1913.